# King Sacha
King Sacha is het 71ste stripverhaal van De Kiekeboes. De reeks wordt getekend door striptekenaar Merho. Het album verscheen in januari 1997.

## Verhaal
De familie Kiekeboe krijgt van touroperator Leonard Cruyspunt de vreemde opdracht om een info-strip te maken in het Afrikaanse land Oekandana, ter promotie van een luxueus vakantiepark aan het Ikanimeer. In ruil voor hun medewerking wordt hen een reis aangeboden naar Oekandana.
Echter, de reis blijkt minder leuk te zijn dan ze hadden verwacht. Ze worden, samen met Leonard Cruyspunt, gevangengenomen door handlangers van de Griekse reder Andreas Kassapropovolos. Hij staat op een goed blaadje bij de president van Oekandana, King Sacha, omdat hij levensgrote beelden van de president schenkt aan de president. Maar Kassapropovolos is niet zomaar geïnteresseerd in het land: hij heeft, naast zijn rederij, noch een tweede bedrijf: Daresan (een anagram van Andreas). De firma houdt zich bezig met het verwerken van chemisch en nucleair afval. Hij is van plan om zijn afval te dumpen in het Ikanimeer. Maar de bouw van het vakantiepark maakt dat knap lastig, dus moet hij Cruyspunt en de familie Kiekeboe uitschakelen.
Maar voor het zover komt, worden ze gered door de president van Boeloe Boeloe, Moïse Mombakka. Ze begeven zich snel naar de werf van het vakantiepark, waar ze zien dat alle kort en klein geslagen is. De arbeiders zijn de daders, omdat het levensgrote beeld in de rotsen van King Sacha huilt. Fanny en Konstantinopel trekken op verkenning en merken dat er een toegang is in het beeld. Daar lopen ze een Bonna Savoir tegen het lijf, die hen al enkele dagen probeert uit te schakelen. Hij wil, net als King Sacha, dat er geen vakantiepark komt. Maar King Sacha kan zich niet openlijk tegen het project keren, omdat het werkgelegenheid verschaft aan de arme inwoners. Dus bedachten ze de truc met de tranen. Een speciale leiding pomp water uit het meer op naar de ogen van het beeld en zo lijkt het alsof het beeld huilt. Op dat ogenblik komt de president binnen, vergezeld van Andreas Kassapropovolos, die van oordeel veranderd zijn. De president wil nu wel dat de er nucleair afval wordt gedumpt. Ze worden opgesloten, maar kunnen via een touw uit het neusgat van het beeld ontsnappen. De president en Andreas Kassapropovolos gaan naar beneden, waar de eerste vrachtwagen is aangekomen. Echter, Charlotte en Leonard Cruyspunt hebben de vrachtwagenbestuurders al gevangengenomen. Bonna Savoir bedreigt de president, door te zeggen dat hij een elektronische bom in het beeld heeft geplaatst. De president en Andreas Kassapropovolos geven zich over.